# Mariya Stadnik
Mariya Vasylivna Stadnik (em ucraniano:  Марія Василівна Стадник; Lviv, 3 de junho de 1988) é uma lutadora de estilo-livre azeri de origem ucraniana, medalhista olímpica.

## Carreira
Stadnik competiu na Rio 2016, na qual conquistou a medalha de prata, na categoria até 48 kg.